# Mara-Grand
Ne doit pas être confondu avec Mara-Petit.
Mara-Grand est une commune rurale située dans le département de Kassoum de la province du Sourou dans la région de la Boucle du Mouhoun au Burkina Faso.

## Éducation et santé
Le centre de soins le plus proche de Mara-Grand est le centre de santé et de promotion sociale (CSPS) de TIAO tandis que le centre médical avec antenne chirurgicale (CMA) se trouve à Tougan.